# Copa del Rey de balonmano 2002
La Copa del Rey de balonmano 2002 fue la edición XXVII del campeonato estatal de la Copa del Rey y se celebró en Torrevieja (Alicante) entre el 16 y el 19 de mayo de 2002.
Los equipo clasificados fueron: BM Ciudad Real, BM Valladolid, Portland San Antonio, BM Altea, Club Balonmano Cantabria, Bidasoa Irún, Ademar León y el FC Barcelona.
El ganador de esta edición fue el Ademar León, imponiéndose al BM Ciudad Real.

## Desarrollo
|  | Cuartos de final     | Cuartos de final |               |                | Semifinales | Semifinales |  |                | Final      | Final      |  |
|  | 16 de mayo           | 16 de mayo       |               |                | 18 de mayo  | 18 de mayo  |  |                | 19 de mayo | 19 de mayo |  |
|  |                      |                  |               |                |             |             |  |                |            |            |  |
|  |                      |                  |               |                |             |             |  |                |            |            |  |
|  | BM Ciudad Real       | 35               |               |                |             |             |  |                |            |            |  |
|  | BM Ciudad Real       | 35               |               |                |             |             |  |                |            |            |  |
|  | CB Cantabria         | 25               |               |                |             |             |  |                |            |            |  |
|  | CB Cantabria         | 25               |               | BM Ciudad Real | 31          |             |  |                |            |            |  |
|  |                      |                  |               | BM Ciudad Real | 31          |             |  |                |            |            |  |
|  |                      |                  | BM Valladolid | 27             |             |             |  |                |            |            |  |
|  | BM Valladolid        | 27               | BM Valladolid | 27             |             |             |  |                |            |            |  |
|  | BM Valladolid        | 27               |               |                |             |             |  |                |            |            |  |
|  | FC Barcelona         | 26               |               |                |             |             |  |                |            |            |  |
|  | FC Barcelona         | 26               |               |                |             |             |  | BM Ciudad Real | 28         |            |  |
|  |                      |                  |               |                |             |             |  | BM Ciudad Real | 28         |            |  |
|  |                      |                  | Ademar León   | 31             |             |             |  |                |            |            |  |
|  | Bidasoa Irún         | 19               | Ademar León   | 31             |             |             |  |                |            |            |  |
|  | Bidasoa Irún         | 19               |               |                |             |             |  |                |            |            |  |
|  | Ademar León          | 24               |               |                |             |             |  |                |            |            |  |
|  | Ademar León          | 24               |               | Ademar León    | 29          |             |  |                |            |            |  |
|  |                      |                  |               | Ademar León    | 29          |             |  |                |            |            |  |
|  |                      |                  | BM Altea      | 26             |             |             |  |                |            |            |  |
|  | Portland San Antonio | 26 (3)           | BM Altea      | 26             |             |             |  |                |            |            |  |
|  | Portland San Antonio | 26 (3)           |               |                |             |             |  |                |            |            |  |
|  | BM Altea (p.)        | 26 (4)           |               |                |             |             |  |                |            |            |  |
|  | BM Altea (p.)        | 26 (4)           |               |                |             |             |  |                |            |            |  |
|  |                      |                  |               |                |             |             |  |                |            |            |  |

| Castilla y León                |
| Campeón Ademar León 1.º título |

Máximo goleador por partido
- Cuartos de final
  - BM Valladolid 27 (David Davis, Roberto García Parrondo 6 buts) - FC Barcelona 26 (Enric Masip 8)
  - BM Altea 26 (Claus Møller Jakobsen 10) - Portland San Antonio 26 (Mateo Garralda 8), tiros desde el punto penal : 4 - 3
  - BM Ciudad Real 35 (Iker Romero 10) - CB Cantabria 25 (Aleksandr Tuchkin 8)
  - Ademar León 24 (Kristian Kjelling 9) - Bidasoa Irún 19 (Patrick Cazal 4)
- Semifinales
  - Ademar León 29 (Juanín García 11) - BM Altea 26 (Claus Møller Jakobsen 8)
  - BM Ciudad Real 31 (Christian Hjermind 6) - BM Valladolid 27 (Roberto García Parrondo 8)
- Final
  - Ademar León 31 (Kristian Kjelling 13) - BM Ciudad Real 28 (Iker Romero 8)

Distinciones
- MVP : Kristian Kjelling (Ademar León)
- Máximo goleador : Kristian Kjelling (Ademar León), 28 goles
- Mejor portero : Kasper Hvidt (Ademar León)